# Línea T14 (Metro de Estocolmo)
La línea T14 es una de las siete líneas que componen el metro de Estocolmo. Fue inaugurada el 5 de abril de 1964 y consta de 19,5 kilómetros y 19 estaciones.

## Estaciones
- Mörby centrum
- Danderyds sjukhus
- Bergshamra
- Universitetet
- Tekniska högskolan
- Stadion
- Östermalmstorg
- T-Centralen
- Gamla stan
- Slussen
- Mariatorget
- Zinkensdamm
- Hornstull
- Liljeholmen
- Midsommarkransen
- Telefonplan
- Hägerstensåsen
- Västertorp
- Fruängen